# 7th Dragoon Guards

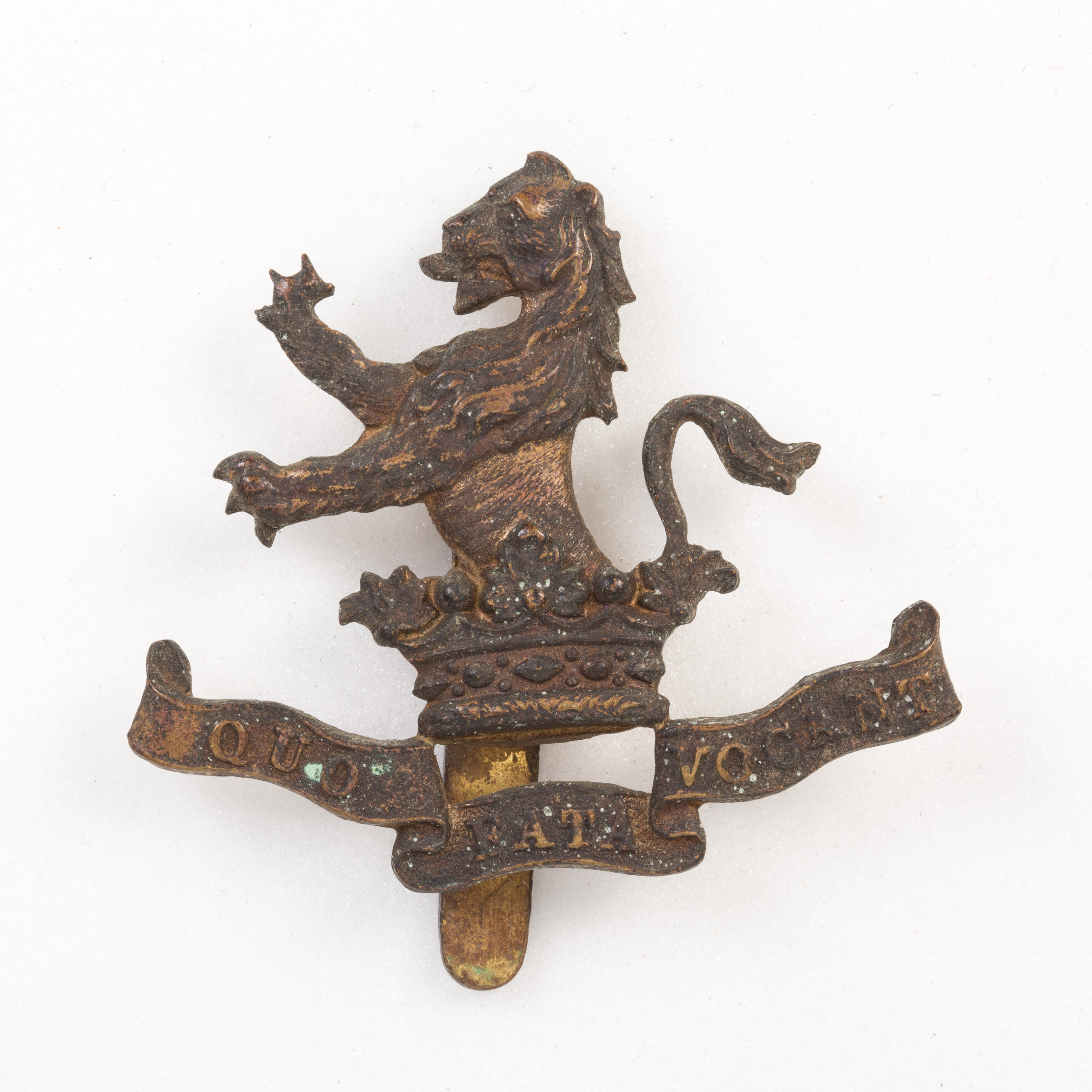
Mützenabzeichen der 7th Dragoon Guards

Die 7th (The Princess Royal’s) Dragoon Guards waren ein Kavallerieregiment der britischen Armee, das von 1688 bis 1922 bestand.

## Geschichte

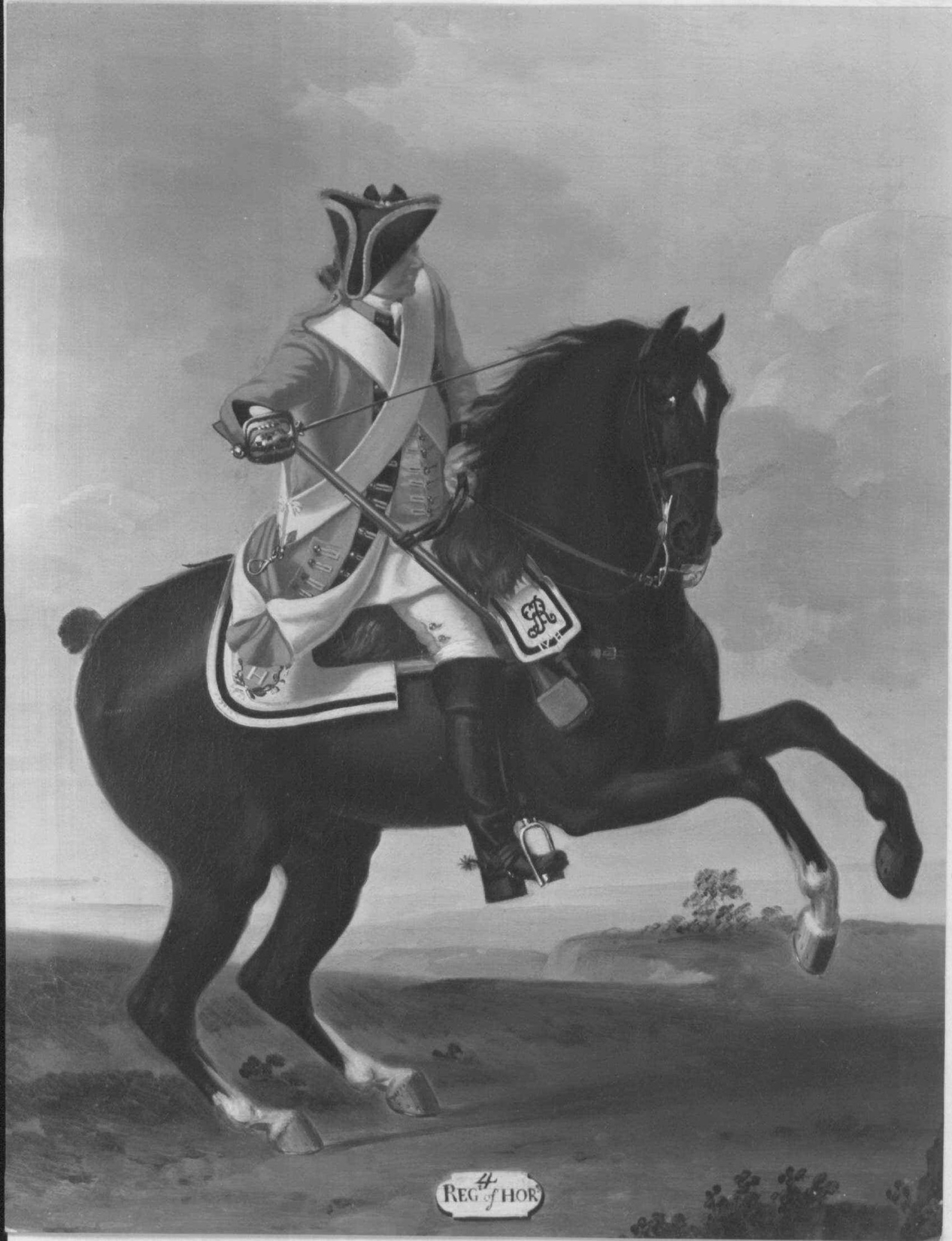
Private des 4th Regiment of Horse, 1751

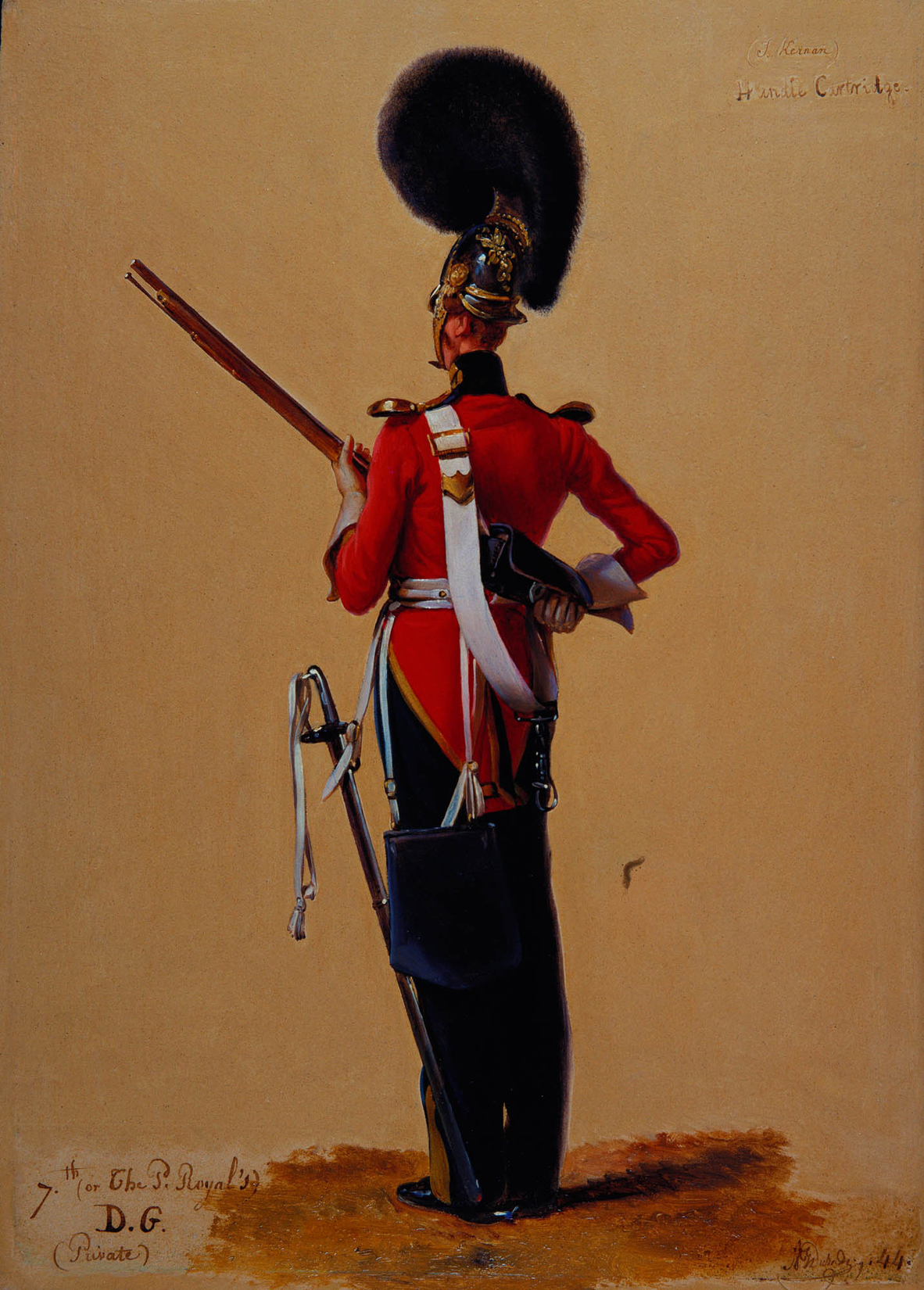
Private der 7th Dragoon Guards, 1832

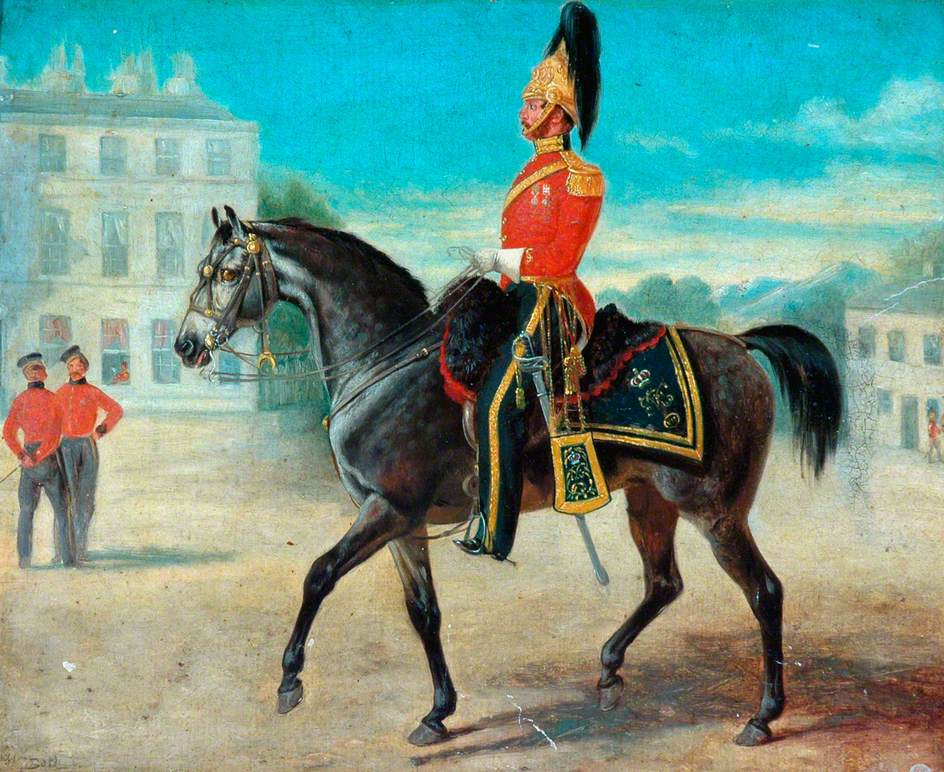
Offizier der 7th Dragoon Guards, um 1850

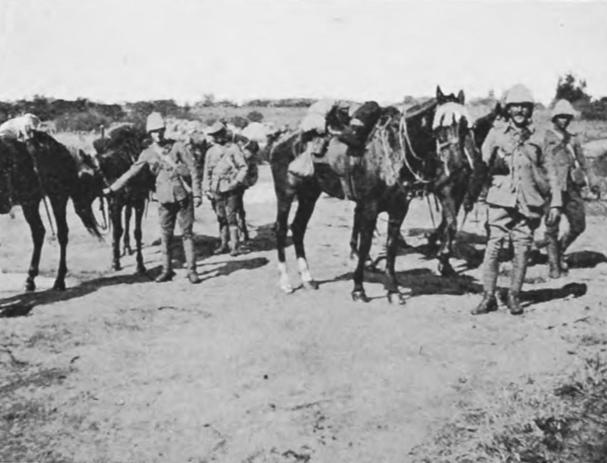
Soldaten der 7th Dragoon Guards in Südafrika, 1900

Im November 1688 landete Wilhelm von Oranien in Devon, um seinen Schwiegervater, König Jakob II., vom Thron zu stürzen (Glorious Revolution). Als die Nachricht davon London erreichte, floh Prinzessin Anne – Jakobs Tochter, die Wilhelms Pläne jedoch unterstützte – nach Nottingham Castle und sodann weiter nach Oxford. Sie wurde dabei von Reitern unter William Cavendish, 2. Earl of Devonshire, dem späteren 1. Duke of Devonshire, eskortiert. Am 31. Dezember 1688 wurden diese Reiter mit einer Reihe anderer Kavallerie-Troops zu einem einzigen Regiment zusammengelegt, das erneut von Cavendish kommandiert wurde. Wie damals üblich wurde das Regiment bis 1751 nach seinem jeweiligen Colonel benannt und hieß entsprechend zunächst Lord Cavendish’s Regiment of Horse und unter dessen Nachfolgern Duke of Leinster’s Regiment of Horse, Lord Harwich’s Regiment of Horse etc. Das Regiment wurde in der protokollarischen Rangordnung des englischen Heeres zunächst 1690 als 9th Regiment of Horse eingestuft und stieg nach Auflösung des bisherigen 5th Regiment (Princess Anne of Denmark’s Regiment of Horse; 1685–1690) 1690 zum 8th Regiment of Horse auf. Zu diesem Zeitpunkt hatte es bereits in Irland in der am Boyne (1690) und in Flandern bei der Belagerung von Namur (1695) gekämpft. Während des Spanischen Erbfolgekriegs (1702–1713) nahm es unter Duke of Marlborough an den Kämpfen auf den Kontinent teil. Von 1714 bis 1742 war das Regiment in Irland stationiert.
Von 1720 bis 1749 wurde John Ligonier, später 1. Earl Ligonier Colonel des Regiments. Er verlieh dem Regiment sein Wappen mit Löwe und Krone als Abzeichen. Während des Österreichischen Erbfolgekriegs kämpfte das Regiment in den Schlachten bei Dettingen (1743) und Fontenoy (1745). Nach Ausbruch des Jakobitenaufstands wurde das Regiment 1745 nach Großbritannien zurückbeordnert und kämpfte bei Clifton Moor. 1746 war es wieder in Irland stationiert und wurde dort am 25. Dezember 1746 vom britischen ins irische Heer versetzt, wurde nach seinem dortigen Rang als 4th Regiment of Horse eingestuft und wurde auch Black Horse genannt. Am 1. Juli 1751 wurde 4th Regiment of Horse der offizielle Name des Regiments.
Während des Siebenjährigen Krieges diente es von 1760 bis 1763 in Deutschland. Die folgenden achtzig Jahren blieb es auf den britischen Inseln, vorwiegend in Irland, ohne während der Koalitionskriege in Übersee eingesetzt zu werden. Am 1. April 1788 wurde das Regiment vom irischen wieder ins britischen Heer versetzt, dabei (unter Kürzung des Soldes) zu einem Regiment of Dragoon Guards umklassifiert und zu Ehren von Charlotte, Princess Royal, zu 7th (The Princess Royal’s) Dragoon Guards umbenannt. Ein Teil des Regiments kämpfte während der Irischen Rebellion von 1798 in der Schlacht bei Rathangan im County Kildare.
Von 1843 bis 1848 war das Regiment in der südafrikanischen Kapkolonie stationiert und kämpfte dort im Siebten Grenzkrieg (1846–47) gegen die Xhosa. Nach einem Aufenthalt in England wurde das Regiment 1857 zur Niederschlagung des Indischen Aufstand entsandt und blieb bis 1867 als Garnison in Indien stationiert. Der folgende Garnisonsdienst in England und Irland wurde 1882 durch einen Kampfeinsatz im Anglo-Ägyptischen Krieg, mit den Schlachten von Kassassin und Tel-el-Kebir, unterbrochen. Zwischen 1883 und 1893 war das Regiment in Indien und Ägypten stationiert. Von 1900 bis 1902 diente es im Zweiten Burenkrieg, wo es insbesondere in der Schlacht von Diamond Hill (1900) kämpfte. 1908 war das Regiment erneut in Ägypten und 1911 in Indien stationiert.
Im Dezember 1914 traf das Regiment an der Westfront des Ersten Weltkriegs ein und blieb dort bis Kriegsende 1918 im Einsatz. Es operierte dort selten als Kavallerie, sondern kämpfte oft abgesessen. Zehn Minuten vor Inkrafttreten des Waffenstillstands am 11. November 1918 erreichte eine Schwadron des Regiments nach einem 16 km weiten Galopp die belgische Stadt Lessines und nahm diese ein. Dies war die letzte Kavallerieaktion des Konflikts. Nach dem Krieg wurde das Regiment von 1919 bis 1921 im Irak eingesetzt.
Am 1. Januar 1921 wurde der amtliche Regimentsname zu 7th Dragoon Guards (Princess Royal’s) geändert und am 22. Oktober 1922 das Regiment mit den 4th Royal Irish Dragoon Guards zu den 4th/7th Dragoon Guards verschmolzen. Dieses Regiment wurde 1992 mit den 5th Royal Inniskilling Dragoon Guards zu den Royal Dragoon Guards verschmolzen, die die Tradition der 7th Dragoon Guards bis heute weiterführen.

## Regimental Colonels
Colonel of the Regiment waren:
- 1688–1690: Colonel William Cavendish, 2. Earl of Devonshire
- 1690–1711: General Meinhard Schomberg, 1. Duke of Leinster
- 1711–1713: Colonel Charles Schomberg, Marquess of Harwich
- 1713–1720: Major-General Charles Alexander de Sybourg
- 1720–1749 Field Marshal Sir John Ligonier
- 1749: General Sir Sir John Mordaunt
- 1749–1754: Major-General Henry de Grangues
- 1754–1759: Field Marshal Hon. Henry Seymour Conway
- 1759–1782: General Philip Honywood
- 1782–1789: Field Marshal Studholme Hodgson
- 1789–1795: General Sir Charles Grey
- 1795–1796: Lieutenant-General Sir Ralph Abercromby
- 1796–1813: General Sir William Medows
- 1813–1822: General Richard Rich Wilford
- 1822–1836: Lieutenant-General Robert Bolton
- 1836–1846: General Sir Evan Lloyd
- 1846–1847: General Sir George Scovell
- 1847–1853: General Hon. Sir Henry Murray
- 1853–1858: Lieutenant-General Arthur Hill, 2. Baron Sandys
- 1858–1868: Lieutenant-General Sir Michael White
- 1868–1874: General Lord George Paget
- 1874–1885: General Robert Wardlaw
- 1885–1891: Lieutenant-General Charles Sawyer
- 1891–1892: Lieutenant-General Edward Burgoyne Cuerton
- 1892–1900: Lieutenant-General Andrew Nugent
- 1900–1922: Major-General Sir Henry Peter Ewart

## Battle Honours
Dem Regiment wurden folgende Battle Honours verliehen (englische Originalbezeichnungen):
- Blenheim
- Ramillies
- Oudenarde
- Malplaquet
- Dettingen
- Warburg
- South Africa 1846–7
- Tel-el-Kebir
- Egypt 1882
- South Africa 1900–02
- La Bassée 1914
- Givenchy 1914
- Somme 1916
- Somme 1918
- Bazentin
- Flers-Courcelette
- Cambrai 1917
- Cambrai 1918
- St. Quentin
- Avre
- Lys
- Hazebrouck
- Amiens
- Hindenburg Line
- St. Quentin Canal
- Beaurevoir
- Pursuit to Mons
- France and Flanders 1914–18